# Good News from the Next World
Good News from the Next World ist das zehnte Studioalbum der schottischen Rockband Simple Minds, das im Januar 1995 vom Plattenlabel Virgin veröffentlicht wurde.

## Hintergrund
Die Aufnahme des Albums begann 1993 im bandeigenen Studio in Perthshire, Schottland, und wurde im Sommer 1994 in Los Angeles, USA, abgeschlossen. Die beiden ursprünglichen Bandmitglieder – Sänger Jim Kerr und Gitarrist Charlie Burchill – schrieben alle neun Titel auf dem Album. Für die Aufnahmesitzungen wurden sie von einer Reihe von Gastmusikern begleitet. Keith Forsey, der zuvor mit Simple Minds an ihrer Durchbruchssingle Don’t You (Forget About Me) gearbeitet hatte, war gemeinsam mit der Band als Produzent tätig.

## Rezeption

### Kommerzieller Erfolg
In einigen Märkten schnitt das Album etwas besser ab als ihr vorheriges Album Real Life (1991), verschwand jedoch schnell aus der öffentlichen Aufmerksamkeit und brachte nur zwei mäßig erfolgreiche Hit-Singles hervor. In Großbritannien erreichte es Platz 2 und brachte zwei britische Top-20-Hits hervor: She’s a River (Platz 9) und Hypnotised (Platz 18). She’s a River, inspiriert von Hermann Hesses Roman Siddhartha, war auch weltweit ein kommerzieller Erfolg und erreichte Platz 3 in Kanada, Platz 6 in den Billboard Album Rock Tracks Charts (jetzt Mainstream Rock Charts) und Platz 52 in den US Billboard Hot 100. Es war ihr erster Hit in den Vereinigten Staaten seit See the Lights im Jahr 1991. Hypnotised war weltweit weniger erfolgreich, obwohl es in Australien, Kanada, Deutschland, Irland und Italien in die Charts kam.

### Kritiken
Good News from the Next World erhielt positive Kritiken von Kritikern in den Vereinigten Staaten. In Großbritannien erhielt es gemischte Kritiken. John Harris schrieb in Melody Maker, dass das Album „dem Lärm ähnelt, der entstehen würde, wenn der gesamte Inhalt eines Musikgeschäftes auf ein Transportschiff des Imperiums aus Star Wars geschnallt wäre“, und fügte hinzu: „Trotz all seiner wagnerschen Weite gibt es keine Melodien.“ Eine positive Kritik erschien im Q-Magazin: „Good News From The Next World ist so gut, wie es jemals werden werden. Es ist ein Schrei, im besten Sinne“, schrieb John Aizlewood. Good News from the Next World erhielt auch eine positive Kritik von Time Out, während Vox eine negative Kritik abgab.

## Titelliste
Alle Titel wurden von Jim Kerr und Charlie Burchill geschrieben.
| Nr. | Titel                  | Länge |
| --- | ---------------------- | ----- |
| 1.  | She’s a River          | 5:32  |
| 2.  | Night Music            | 5:24  |
| 3.  | Hypnotised             | 5:53  |
| 4.  | Great Leap Forward     | 5:56  |
| 5.  | 7 Deadly Sins          | 5:11  |
| 6.  | And the Band Played On | 5:32  |
| 7.  | My Life                | 5:16  |
| 8.  | Criminal World         | 5:03  |
| 9.  | This Time              | 4:58  |

| Nr. | Titel          | Länge |
| --- | -------------- | ----- |
| 10. | Celtic Strings | 5:15  |

## Mitwirkende
| Simple Minds - Jim Kerr – vocals - Charlie Burchill – guitar, keyboards Additional musicians - Mark Browne – bass - Malcolm Foster – bass - Marcus Miller – bass - Lance Morrison – bass - Mark Schulman – drums - Tal Bergman – drums - Vinnie Colaiuta – drums - Stefani Spruill – backing vocals - Pat Hodges – backing vocals - Maxann Lewis – backing vocals - Julia Walters – backing vocals | Technical - Keith Forsey – producer - Simple Minds – producer - Brian Reeves – recording - Tom Lord Alge – mixing - Chris Fogel – assistant engineer - Sean O’Dwyer – assistant engineer - Rob Kirwan – assistant engineer - Gil Morales – assistant engineer - Kenny Polakovich – assistant engineer - Doug Cowan – technical direction - Tony Donald – equipment - Clive Banks for CBL – worldwide representation - Alan McBlane – coordination - Stylorouge – art direction and design - David Scheinmann – band photography - Rob O’Conner – textural photography - Stuar MacKenzie – textural photography |

## Kommerzieller Erfolg

### Chartplatzierungen
| ChartsChartplatzierungen       | Höchstplatzierung | Wochen |
| ------------------------------ | ----------------- | ------ |
| Deutschland (GfK)              | 4 (22 Wo.)        | 22     |
| Österreich (Ö3)                | 6 (15 Wo.)        | 15     |
| Schweiz (IFPI)                 | 1 (19 Wo.)        | 19     |
| Vereinigte Staaten (Billboard) | 87 (7 Wo.)        | 7      |
| Vereinigtes Königreich (OCC)   | 2 (14 Wo.)        | 14     |

| ChartsJahrescharts (1995)    | Platzierung |
| ---------------------------- | ----------- |
| Deutschland (GfK)            | 41          |
| Österreich (Ö3)              | 47          |
| Schweiz (IFPI)               | 22          |
| Vereinigtes Königreich (OCC) | 81          |

### Auszeichnungen für Musikverkäufe
| Land/Region                  | Auszeichnungen für Musikverkäufe (Land/Region, Auszeichnung, Verkäufe) | Verkäufe |
| ---------------------------- | ---------------------------------------------------------------------- | -------- |
| Belgien (BRMA)               | Gold                                                                   | 25.000   |
| Deutschland (BVMI)           | Gold                                                                   | 250.000  |
| Frankreich (SNEP)            | Gold                                                                   | 100.000  |
| Norwegen (IFPI)              | Gold                                                                   | 25.000   |
| Schweiz (IFPI)               | Gold                                                                   | 25.000   |
| Vereinigtes Königreich (BPI) | Gold                                                                   | 100.000  |
| Insgesamt                    | 6× Gold · × Platin ·                                                   | 525.000  |